# جيمس جاي هيل
جيمس جاي هيل (بالإنجليزية: James J. Hill)‏ هو رائد أعمال أمريكي، ولد في 16 سبتمبر 1838 في جيلف-إيراموسى في كندا، وتوفي في 29 مايو 1916 في سانت بول في الولايات المتحدة.

## وصلات خارجية
- جيمس جاي هيل على موقع الموسوعة البريطانية (الإنجليزية)